# Le Vent du Wyoming
 (août 2023).
Pour plus de détails, voir Fiche technique et Distribution.
Le Vent du Wyoming est un film québécois d'André Forcier, filmé à Montréal (Québec), sorti en salle le 2 septembre 1994 au Canada et le 1er mai 1996 en France. Cette comédie noire est une co-production France-Québec.

## Distribution
- François Cluzet : Chester Celine
- Sarah-Jeanne Salvy : Léa Mentha
- France Castel : Lizette Mentha
- Michel Côté : Marcel Mentha
- Marc Messier dans le rôle d'Albert Mouton
- Céline Bonnier : Manon Mentha
- Donald Pilon : Roméo
- Marcel Sabourin : Père Lachaise
- Martin Randez : Réo Primo
- Jean-Marie Lapointe : Johnny Bowsky
- Patrice Arbour : Edmour Dazé
- Marc Gélinas : Assourampal